# 渡邉宰
渡邉 宰（わたなべ つかさ、1999年5月5日 - ）は、日本のサッカー選手。ポジションはMF。

## クラブ歴
埼玉栄中学校・高等学校から拓殖大学に進学したが、選手となったために退学した。
2020年7月にラオ・リーグ1のヴィエンチャンFTで選手となった。同年に15試合3得点3アシストを記録した。
2021年4月にモンゴル・ナショナルプレミアリーグのホルムホンFCに完全移籍した。翌年に同リーグのデレンFCに完全移籍した。
同年8月にタイ・リーグ3のローンシーマーチャイタナーチョティワット・パヤオFCに完全移籍した。
2023年5月にラオ・リーグ1のルアンパバーンFCに完全移籍した。